# Béatrice Mouthon
Béatrice Mouthon (Annecy, 14 juni 1966) is een Frans triatlete. Ze deed verschillende keren mee aan de wereldkampioenschappen en één Olympische Spelen, maar won hierbij geen medailles.
In 1995 werd ze achtste op de Ironman Hawaï.
Mouthon deed in 2000 mee aan de eerste triatlon op de Olympische
Zomerspelen van Sydney. Ze behaalde een 35e plaats in een tijd van 2:11.08,08.
Ze is aangesloten bij Sartrouville Triathlon. Haar tweelingzus Isabelle Mouthon-Michellys doet ook aan triatlons.

## Belangrijke prestaties

### triatlon
- 1990: 9e EK olympische afstand in Linz - 2:11.56
- 1991: 13e EK olympische afstand in Genève - 2:13.01
- 1991: 28e WK olympische afstand in Queensland
- 1992: 19e EK olympische afstand in Lommel - 2:10.23
- 1992: 38e WK olympische afstand in Huntsville -
- 1993: 11e EK olympische afstand in Echternach - 2:14.53
- 1993: 28e WK olympische afstand in Manchester - 2:13.20
- 1994: 15e EK olympische afstand in Echtstatt - 2:12.26
- 1994: 31e WK olympische afstand in Wellington
- 1995: 4e EK olympische afstand in Stockholm - 2:02.53
- 1995: 32e WK olympische afstand in Cancún - 2:11.44
- 1995: 8e Ironman Hawaï - 9:53.40
- 1996: 25e WK lange afstand in Muncie - 4:33.41
- 1997: 49e WK olympische afstand in Perth
- 1997: 6e WK lange afstand in Nice - 6:37.33
- 1998: 36e WK olympische afstand in Lausanne - 2:17.02
- 1999: 26e WK olympische afstand in Montreal - 1:59.16
- 2000: 45e WK olympische afstand in Perth
- 2000: 35e Olympische Spelen in Sydney - 2:11.08,08
- 2001: 6e Triatlon van Nice